# Paloma del Sol
Paloma Loribo, conocida artísticamente como Paloma del Sol, es una cantante, compositora, pintora, actriz y escritora ecuatoguineana, concretamente la isla de Bioko y afincada en España. Es famosa principalmente por ser una de las integrantes del dúo Las Hijas del Sol.

## Biografía
Nacida un 27 de diciembre, Paloma comenzó muy joven en el mundo de la música en Guinea Ecuatorial, aunque muy pronto, en 1992, tras su participación con su tía Piruchi Apo Botupá en el Festival de la Canción Hispana del Centro Cultural Hispano Guineano, donde ganaron premios por la mejor canción original y la mejor coreografía. Viajó a España con motivo de la Expo 92 y ese mismo año participó en el Festival de la OTI con su tía Piruchi Apo. Formaron entonces el dúo de las Hijas del Sol.

## Etapa con las Hijas del Sol
Comenzaron a tocar en diversas salas de música dando a conocer su cultura bubi, pues principalmente cantaban en ese idioma. Colaboraron con muchos artistas, como Rosana, Manu Chao, Ella Baila Sola, Capercaillie.
Ficharon con el sello discográfico Nube Negra y 1995 presentan Sibèba, primer disco con múltiples galardones, que incluía la canción Tirso de Molina. Después, en 1997 apareció Kottó, su segundo disco compacto, donde incluían algunas canciones en castellano y empezaron a incluir más canciones compuestas por ellas. En el 2000 llega Kchaba, el disco más personal y el más maduro de esa etapa, considerado mejor álbum 2000 de música popular por los premios Villa de Madrid. Con este disco dio como finalizado su contrato con Nube Negra. Ese mismo año colaboraron con Ella Baila Sola en su canción "La Patera", donde conocieron al productor Gonzalo Benavides, que las invitó a participar en un nuevo proyecto discográfico, con un nuevo sello discográfico, El Retiro, propiedad de Gonzalo Benavides, Pasaporte Mundial, su primer disco enteramente en español, primer fruto de ese sello. Fue publicado en el 2001 y fue su disco de consagración. Consiguieron varios números 1, entre ellos en los 40 Principales y una enorme gira por toda la geografía española. En el 2003 lanzan Los Colores del Amor, con colaboraciones de Chico Ortega de Mártires del Compás y Carlos Tato de El Bicho. En 2004 lanzaron Vivir esta Locura, fusionando su ritmo africano con toques latinos, funk y pop. De momento, este ha sido el último álbum de las Hijas del Sol hasta la fecha.

## En solitario
Desde su separación en 2007, Paloma decidió tomarse un descanso musical y se centró en otras de sus facetas , como la pintura y la escritura. Hizo varias exposiciones pictóricas y escribió su primer libro, Cuentos Africanos. 
También hizo una gira por Canarias como cuentacuentos, dando a conocer historias de su país.
Como pintora, Paloma del Sol comienza en 1995, cuando por afición empieza a plasmar en las telas sus percepciones íntimas, sus sensaciones más personales. Paloma pinta con minerales imágenes sobre África, sus pensamientos...
A finales de 2010, Paloma del Sol publica su primer disco en solitario, Goza de la Vida, un CD de 12 canciones compuesto por ella, salvo una canción. Todo el disco esta en castellano excepto la canción "Don't Cry Baby", en bubi, dedicada a su hermano. Con una imagen muy fresca y renovada, Paloma crea un disco actual, dando una vuelta más a la fusión de géneros.
El disco ha sido producido por Bob Painter, y grabado en Madrid. Paloma toca aquí muchos palos, como el Pop Rock, el Jazz, flamenco... sin olvidarse de sus raíces africanas. El disco sigue en plena promoción y próximamente habrá una gira de conciertos.
También ha vuelto a publicar un nuevo libro, llamado La Batalla de los Dioses, además de seguir exponiendo sus pinturas por toda la geografía española.
En 2013 publica su novela Pasos Desconocidos  convirtiéndose en gran éxito de ventas , teniendo que publicar una segunda edición. En 2015 publicó la novela Momentos Fugaces .
En abril de 2016 publica su segundo disco en solitario, Atrévete a ser Feliz , con canciones en bubi y en español siendo la canción que da título al disco parte de la banda sonora de la película Relaxing Cup of Coffe, donde además participa como actriz.